# Karl Ludwig Friedrich von Hinckeldey
Karl Ludwig Friedrich von Hinckeldey, född 1 september 1805 på Sinnershausens slott nära Wasungen, Sachsen-Meiningen, död 10 mars 1856 i Charlottenburg, var Berlins generalpolisdirektör under en stor del av kung Fredrik Wilhelm IV:s av Preussen regeringstid. Han var starkt bidragande i ingripandena mot demokratiskt sinnade under den reaktionära eran efter 1848 och avled i ämbetet under en duell mot godsherren och politikern Hans von Rochow.

## Biografi

### Uppväxt och familj
Släkten Hinckeldey upphöjdes till tysk-romersk riksadel 1754 genom farfadern Heinrich Hieronimus Hinckeldey (1720–1805). Föräldrarna var Karl von Hinckeldey (1760–1835) och frun Christine von Cochenhausen (1775–1807), dotter till den hessiske generalmajoren Johann Friedrich von Cochenhausen (1728–1793) och Dorothea von Oberg. Fadern var hovråd i Löwenstein-Wertheim och syndikus för riddarkantonen Mittelrhein.
Karl Ludwig Friedrich avlade examen från gymnasiet i Eisenach och studerade därefter 1823–1826 juridik vid Göttingens universitet och Berlins universitet.

### Karriär
Hinckeldey inträdde 1826 i preussisk statlig tjänst och blev regeringsassessor i Köln och därefter i Liegnitz, där han också senare blev regeringsråd. Han förflyttades till Arnsberg och efter att ha verkat som överregeringsråd i Merseburg utnämndes han 1848 till Berlins polispresident. 
Hinckeldey kom under Fredrik Vilhelm IV att kraftigt gynnas och han utnämndes slutligen till generaldirektör för den preussiska polisen. På kungens uppdrag övervakade han Kreuzzeitung, vilket snart föranledde en personlig konflikt. Som polispresident hade han i uppdrag att motverka demokratiivrarna och var huvudansvarig för uppbyggandet av Preussische Geheimpolizei. Å andra sidan verkade han ivrigt i stadens tjänst och för många ideella institutioner och organisationer. Hinckeldey grundade 1851 Berlins yrkesbrandkår.
Som generalpolisdirektör och från 1853 som geheime överregeringsråd var han chef för polisavdelningen på det preussiska inrikesministeriet. Där skaffade han sig kungens fulla förtroende och kunde även uppnå erkännande inom borgerskapet. Adeln hade däremot svårare med hans strängt partipolitiskt oberoende hållning. År 1848 införde Hinckeldey nummerskyltar på polistjänstemännens uniformer, att bäras på cylinderhatten som var del av uniformen.

### Opposition inom adeln och dödlig duell
Hinckeldey kom med tiden i allt hårdare konflikt med adeln, så att man inom kretsen av militärerna vid hovet konspirerade om att utmana Hinckeldey på duell, vilket med all säkerhet skulle leda till polischefens död.
Karl August Varnhagen von Ense skriver att officerarna von Rochow, von Prillwitz och ytterligare en officer kommit överens om att genom förolämpningar tvinga Hinckeldey att utmana på duell. Ett tillfälle erbjöds vid en fest, då gardesofficerarna förklarade närvaron av poliser för oacceptabel och krävde en "inträdesbiljett" av Hinckeldey. En skarp ordväxling utspelades mellan Hinckeldey och Hans von Rochow, en officer och medlem av det preussiska herrehuset. Enligt andra uppgifter kom han i konflikt med en av officerarna då han lät stänga en spelklubb för adeln.
Hickeldey ska ha uttalat utmaningen i förvissning om att kungen skulle ingripa och förbjuda duellens genomförande. Med hänvisning till dåtidens hederskodex såg han sig tvingad, då han, i det fall han nöjt sig med att tyst acceptera förolämpningen eller enbart protesterat verbalt, skulle hamnat i en ohållbar ställning i offentligheten.
Fortfarande på duelldagens morgon ska Hinckeldey hållit utkik efter Fredrik Vilhelm IV:s adjutant, som kunde stoppa duellen. Kungen avstod dock från att ingripa.  I ett brev till sin minister, Ferdinand Otto von Westphalen, daterat 2 april 1856, skrev kungen: "Anklagelsen, som gäller mig själv, är allt större; eftersom jag visste sedan flera dagar, att avsikten var att Hinckeldey skulle dödas, eller hade åtminstone ursäkten att jag skulle kunna tro det. Här krävdes dock ett mycket taktfullt och känsligt tillvägagångssätt, för att inte oåterkalligen slå fast den redan spridda uppfattningen att Hinckeldey "inte tålde krutlukt". Jag kan öppet erkänna att detta fick mig att tveka i den avgörande stunden. Nå, Gud har nu fällt sitt avgörande. Saken kan inte gottgöras, men – hans fienders seger kan begränsas."
På så sätt fick duellen sitt förutsägbara förlopp, och von Rochow sköt Hinckeldey till döds. Läkaren Ludwig von Hassel var vittne till duellen: "Rochow stod kvar oskadd, Hinckeldey gjorde en halvcirkelrörelse och sjönk sedan ihop i Hassels och Münchhausens armar, vilka lät honom mjukt glida ner på marken." Rochow dömdes till fyra år på fästning, men hans anseende och rykte i samtiden var oskadat och han benådades redan efter ett år.

### Eftermäle och minnesmärken
Hinckeldey begravdes med fulla hedersbetygelser. I begravningståget gick förutom prins Vilhelm ett hundratusental Berlinbor, som raskt glömt hatet mot den fruktade polischefen. Hans grav finns idag på S:t Nikolai- och S:t Maria-församlingens begravningsplats vid Prenzlauer Allee. Sedan 1994 sköts graven som hedersgrav av staden Berlin. 

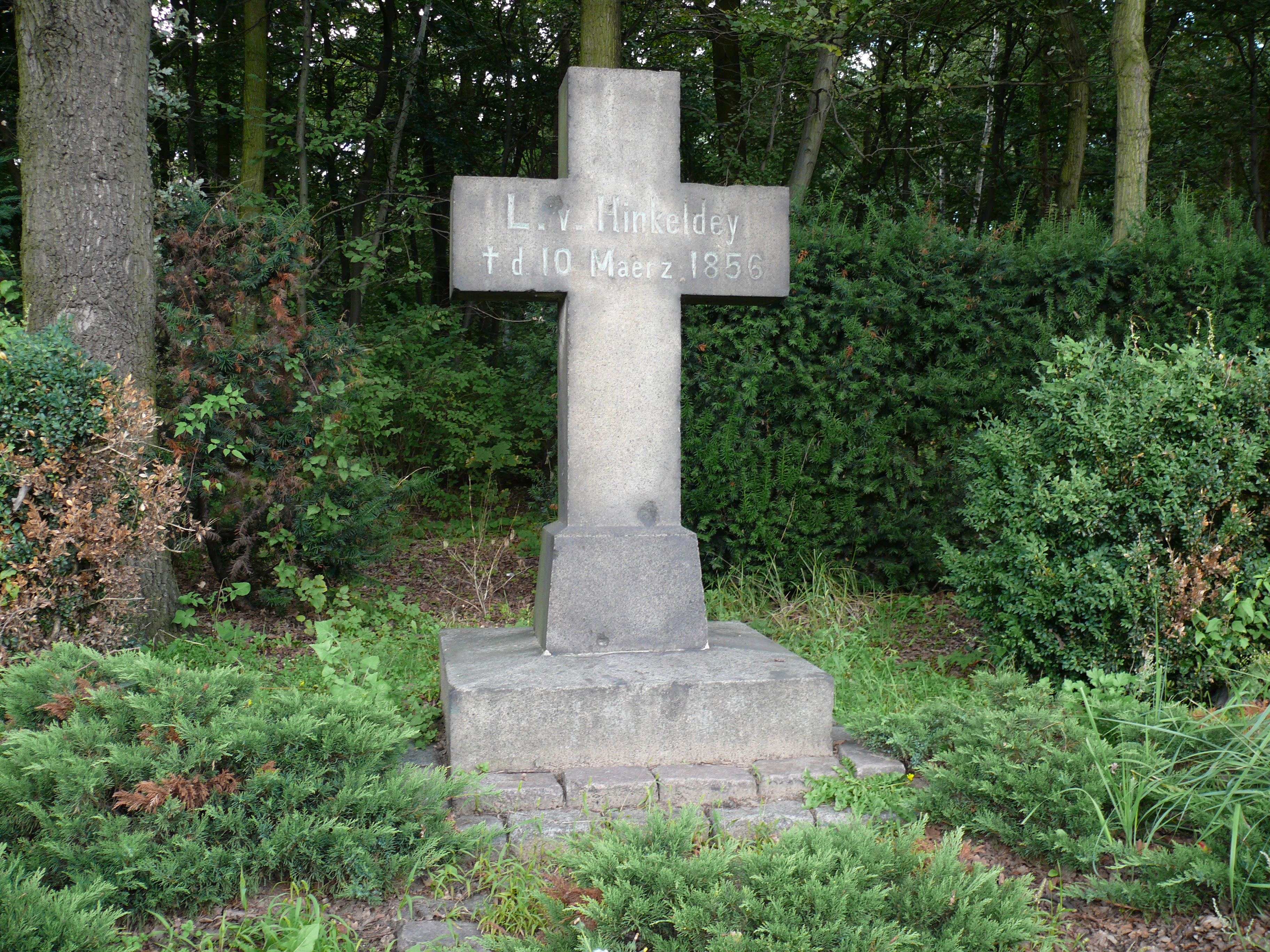
Stenkorset på bilden restes 1856 till minne av von Hinckeldey i närheten av duellplatsen. Sedan 1956 finns korset på sin nuvarande plats vid Jungfernheide.

På platsen för duellen, 300 meter norr om skogvaktarhuset vid Königsdamm (idag korsningen Heckerdamm / Kurt-Schumacher-Damm), restes 1856 ett stenkors. Sedan 1956 är korset rest vid östra utkanten av Jungfernheideparken.  Bron Hinckeldeybrücke, som uppfördes för Tegeler Weg över Berlin-Spandauer Schifffahrtskanal och då uppkallades efter Hinckeldey, ersattes i sambandet med byggandet av stadsmotorvägen av en motorvägsbro. Namnet används fortfarande om motorvägsbron, som är belägen precis norr om avfarten mot Berlin-Tegels flygplats, i stadsdelen Charlottenburg-Nord. Koloniområdet Hinckeldey, som ligger i närheten av duellplatsen vid avfarten Saatwinkler Damm från A111, har också sitt namn efter Hinckeldey.

## I litteraturen
Theodor Fontane omnämner minnesmärket över Hinckeldey i sin roman Irrungen, Wirrungen, där den manlige huvudpersonen Botho von Rienäcker träffar på minnesmärket under en nöjesridtur, vilket får honom att reflektera kring adelns plikter. Fontane framställer här Hinckeldey som en ståndsmedveten men också arrogant adelsman, som sturskt och kort avfärdar sina borgerliga underlydandes invändningar mot duellen.

## Familj
Hinckeldey gifte sig 1835 i Hildburghausen med Karoline von Grundherr (1813–1898).
Paret fick tre söner och fyra döttrar, bland dessa Friedrich von Hinckeldey (1853–1924), preussisk generallöjtnant, och Ida Louise Marianne Amalie von Hinckeldey (1836–1867), g.m. Friedrich Georg Christian von Werthern (1833–1879).